# Guerre froide (groupe)
Pour l’article homonyme, voir Guerre froide (homonymie).
Guerre froide est un groupe de cold wave français originaire d'Amiens, formé en 1980.

## Historique
À l'instar de quelques groupes français apparus à l'aube des années 1980, Guerre froide s'est inscrit d'emblée dans une mouvance post-punk / cold wave. Rapidement, le groupe a su imposer son atmosphère musicale répétitive et hypnotique tantôt agressive, tantôt lancinante, sur laquelle le chant vient poser des paroles empreintes de visions à la fois existentielles et poétiques, traversées de critiques sociales, voire politiques.
Dès ses débuts, pour ses prestations en public, Guerre froide a choisi d'allier son univers musical minimaliste à la projection d'images fixes ou animées.
Passant de 4 à 5 membres, le groupe a sorti un maxi 45 tours 4 titres quelques mois avant de s'arrêter après deux ans d'existence. « Demain Berlin », tube à retardement, a assuré une consécration posthume à Guerre froide bien au-delà de la France, en Europe mais aussi internationalement.
Cette notoriété persistante a conduit deux des membres fondateurs du groupe à reformer celui-ci en avril 2006, après une longue séparation et plusieurs projets parallèles (Pour l'Exemple le plus connu), avec l'aide d'un nouveau bassiste. Le but avoué était de pouvoir assumer des ambitions créatrices rendues enfin possibles grâce à l'évolution des technologies, tout en préservant le style et la démarche musicale de Guerre froide.
L'atmosphère y a gagné en mélancolie, les propos sont encore plus tranchants. Un album faisant le lien entre le passé et le présent, Angoisses et Divertissement, est sorti en mai 2007 sur le label Brouillard Définitif. Guerre Froide a depuis fait des concerts régulièrement et participé à quelques festivals. Un deuxième album plus ambitieux, Abrutir les masses, est sorti en mai 2010, également sur le label Brouillard définitif. Il a fait l'objet de plusieurs critiques très élogieuses.
Depuis la re-formation, le groupe se produit régulièrement en concert en France et en Europe.
Le groupe apparait dans le cadre des expositions consacrées aux « Jeunes Gens modernes » et sélectionné sur le double CD édité par le label Naïve ainsi que sur le LP édité par le label Born Bad Records.
On entend un passage du titre Berlin 81 dans le film Bye Bye Blondie sorti en 2012 et réalisé par Virginie Despentes.
Leur album Avant-dernière pensée sort en mai 2014.

## Composition

### Composition actuelle
- Yves Royer : chant, textes

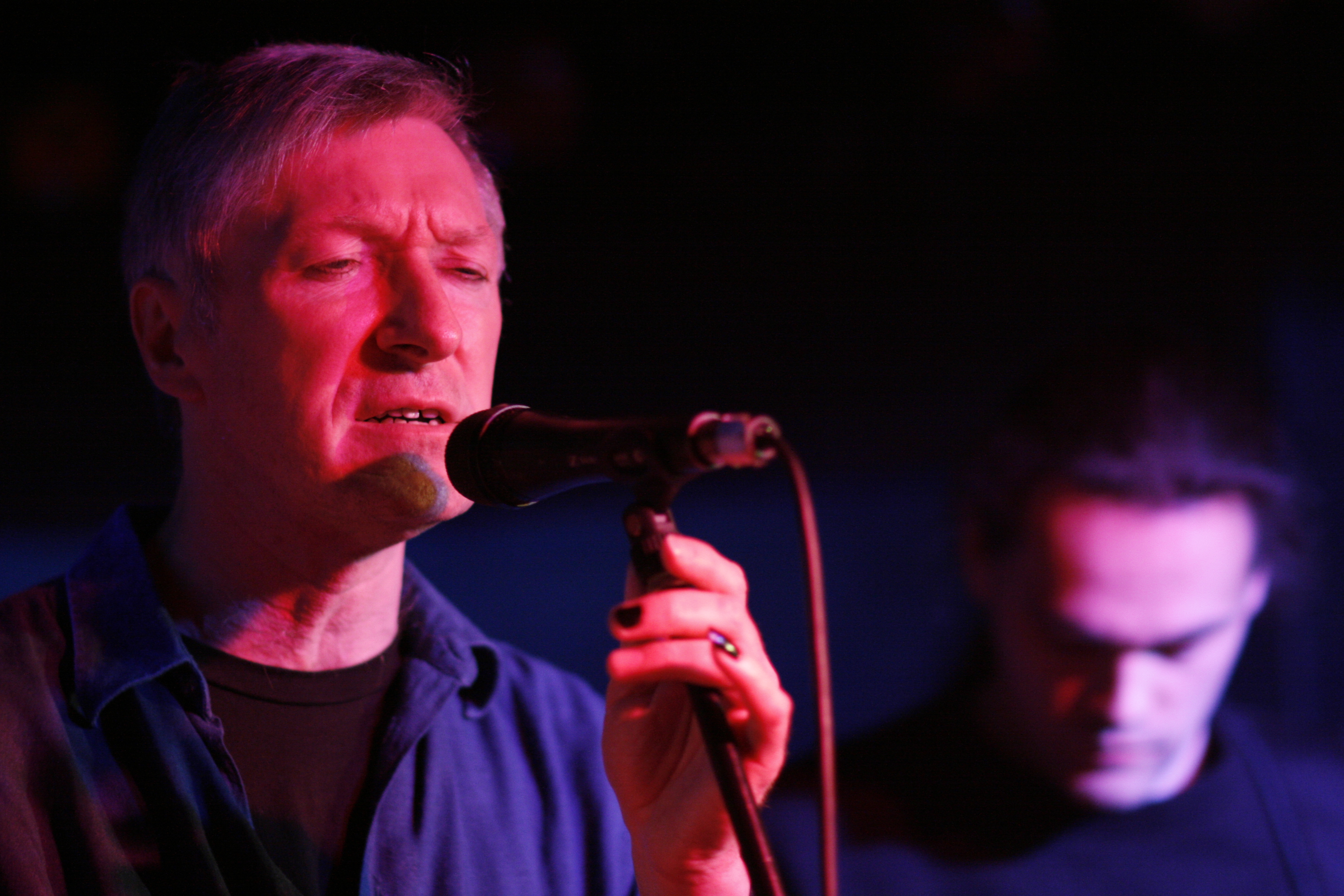
Yves Royer et Samuel Druon

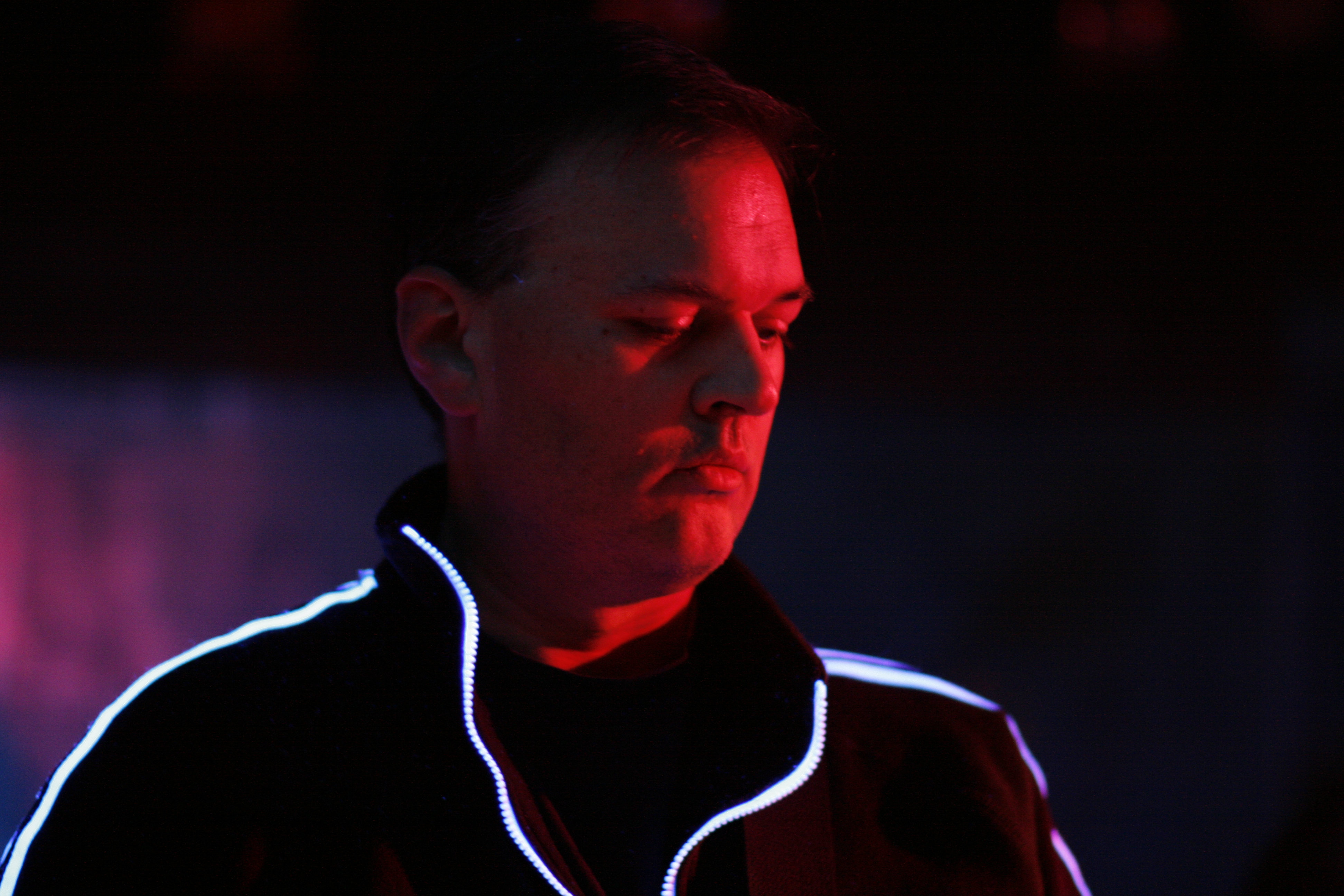
Fabrice Fruchart

- Fabrice Fruchart : guitare, bruits, programmation, compositions
- Samuel Druon : basse
- Clothilde Sourdeval (également appelée Sabatel) : chant

### Anciens membres
- Patrick Mallet : basse, guitare (1980-1982)
- Gilbert Deffais : électronique (1980-1982)
- Jean-Michel Bailleux : basse (1981-1982)
- Marie-José Deffais : clavier (1981-1982)

## Discographie

### Productions
- 1980 K7 Cicatrice
- 1981 12" (Demain Berlin, Ersatz, Mauve, Peine Perdue)
- 1985 K7 Archives
- 2004 CD Demain Berlin  Réédition du 12" de 1981 sur le label allemand Genetic Music
- 2007 CD Angoisses et divertissement Brouillard définitif BC CD 001
- 2009 MCD Nom Brouillard définitif et Flashbacks Futurs BD/FF
- 2010 CD Abrutir les masses Brouillard définitif et Flashbacks Futurs BD/FF 002, en verson vinyl (LP) sous la référence BD/FF 003
- 2011 4xCD Cryopack Rééditions des 2 premières K7 (Cicatrices, Archives), accompagnées des side-project (Gegenacht, Pour l'exemple) du chanteur. L'ensemble des productions sont sorties entre 1980 et 1992. Infrasition FIN059
- 2014 CD Avant-dernière pensée Flashbacks Futurs FF04
- 2015 12" (Demain Berlin, Ersatz, Mauve, Peine Perdue), réédité par le label Born Bad Records
- 2017 LP "Coruscant" édité par le label Meidosem Records

### Compilations
(Participations)
- ???? CD A Tribute to Flexi Pop vol 8 (CD non officiel)
- 2004 CD Transmission éditée par le label Infrastition
- 2007 CD Uncle Fabrick
- 2007 CD Elegy Sampler 49 Elegy
- 2007 CD Wave Klassix volume 1 sur le label brésilien Wave Propaganda
- 2008 MP3 Poisoned Dead Frogs Compilation téléchargeable, éditée par le label Manic Depression
- 2008 LP Des Jeunes Gens Mödernes Compilation éditée par le label Born Bad Records
- 2008 2xCD Des Jeunes Gens Mödernes Compilation éditée par le label Naïve
- 2008 CD Movement One Volume 2 compilation éditée par le label Str8line Records
- 2009 CD Expositions - A tribute to Charles de Goal compilation éditée par les labels Brouillard définitif, Str8line Records, Self Control
- 2010 CD 30 Years with(out) Ian Curtis éditée par le label  Infrastition
- 2011 2xCD Movement One Volume 3 éditée par le label Str8line Records
- 2011 File Electro for Japan éditée par le label Cyberclash
- 2014 CD Transmission Nordwaves éditée par le label Infrastition